# Choghā Horūshī
Choghā Horūshī (persiska: چُغا هُروشی, چغا هروشی) är en ort i Iran.   Den ligger i provinsen Lorestan, i den västra delen av landet, 400 km sydväst om huvudstaden Teheran. Choghā Horūshī ligger 1 158 meter över havet och antalet invånare är 132.
Terrängen runt Choghā Horūshī är varierad.Runt Choghā Horūshī är det ganska tätbefolkat, med 72 invånare per kvadratkilometer. Närmaste större samhälle är Khorramābād, 10,3 km öster om Choghā Horūshī. Omgivningarna runt Choghā Horūshī är i huvudsak ett öppet busklandskap.